# Margarethe Jonas
Margarethe Jonas (* 29. Januar 1783 in Braunschweig; † 18. Januar 1858 in Berlin) war eine deutsche Bildstickerin und Malerin.

## Leben
Jonas wurde als Tochter eines Kaufmanns geboren. Sie wurde zeitweise durch den Maler und Kupferstecher Friedrich Barthel und in Berlin von Gottfried Schadow unterrichtet. Sie konnte Werke anderer Künstler täuschend echt kopieren musste die Malerei jedoch wegen eines Augenleidens aufgeben. Jonas hatte als Autodidaktin fiktive Landschaften gemalt, in die sie Figuren aus der Literatur einfügte, war aber vor allem durch ihre Stickerei bekannt. Mit Seide und selten mit Haaren stickte sie Porträts, Figuren und Landschaften, die aus nur aus der Nähe von Gemälden oder Stiche zu unterscheiden waren. Als ihre beste Arbeit galt eine Nachstickerei des Kupferstiches Belisar von Auguste Gaspard Louis Desnoyers nach einem Gemälde von Marcus Geerarts. Aus diesem Grund wurden derartige Werke als Nadelmalerei oder als Bildstickerei bezeichnet.
Einige ihrer besten Arbeiten erhielt das Städtische Museum Braunschweig und einige ausgezeichnete Porträts das Braunschweiger „Taubstummeninstitut“, heute Landesbildungszentrum für Hörgeschädigte.
Jonas lebte in gesicherten Verhältnissen und betrieb ihre Kunst als Freizeitvergnügen. Sie blieb unverheiratet und verbrachte ihre letzten Lebensjahre in Berlin.